# Canal Fulton (Ohio)
Canal Fulton es una ciudad ubicada en el condado de Stark en el estado estadounidense de Ohio. En el Censo de 2010 tenía una población de 5479 habitantes y una densidad poblacional de 638,15 personas por km².

## Geografía
Canal Fulton se encuentra ubicada en las coordenadas 40°53′19″N 81°35′21″O / 40.88861, -81.58917. Según la Oficina del Censo de los Estados Unidos, Canal Fulton tiene una superficie total de 8.59 km², de la cual 8.44 km² corresponden a tierra firme y (1.72%) 0.15 km² es agua.

## Demografía
Según el censo de 2010, había 5479 personas residiendo en Canal Fulton. La densidad de población era de 638,15 hab./km². De los 5479 habitantes, Canal Fulton estaba compuesto por el 97.01% blancos, el 0.6% eran afroamericanos, el 0.15% eran amerindios, el 0.38% eran asiáticos, el 0% eran isleños del Pacífico, el 0.18% eran de otras razas y el 1.68% pertenecían a dos o más razas. Del total de la población el 1.48% eran hispanos o latinos de cualquier raza.